# Alopecosa taeniata
Alopecosa taeniata este o specie de păianjeni din genul Alopecosa, familia Lycosidae. A fost descrisă pentru prima dată de C. L. Koch, 1835. Conform Catalogue of Life specia Alopecosa taeniata nu are subspecii cunoscute.